# Kilopower

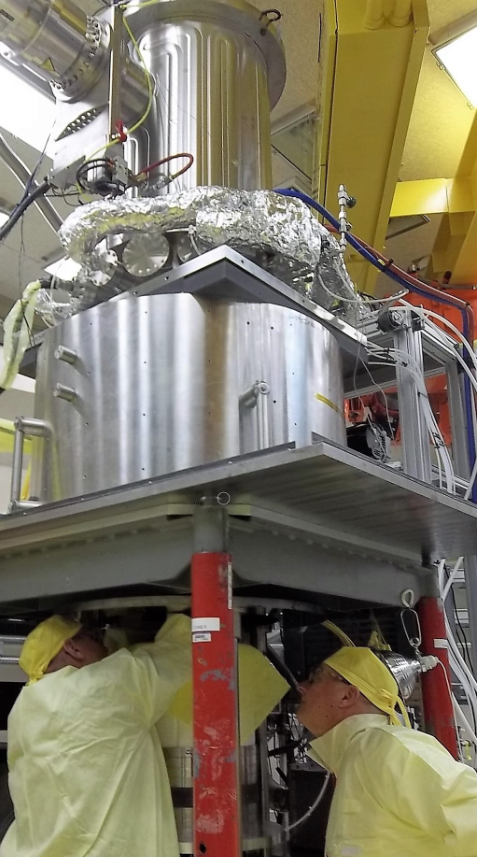
Assemblage du réacteur KRUSTY.

Kilopower est un projet de la NASA destiné à mettre au point un réacteur nucléaire expérimental d'une puissance d'un kilowatt permettant de répondre à un cout modéré aux besoins des futures installations à la surface de planètes (Lune, Mars).
Le réacteur nucléaire prototype KRUSTY fournissant 1 kW de puissance électrique et ayant recours à un circuit de refroidissement au sodium et des moteurs Stirling pour transformer l'énergie thermique en énergie électrique a été testé avec succès. La NASA a initié en 2022 le développement d'un réacteur opérationnel reprenant la conception de KRUSTY et répondant aux besoins de la future base lunaire du programme Artemis. 

## Contexte

### Production d'énergie nucléaire dans l'espace
Les systèmes de production d'énergie nucléaire constituent une option intéressante pour les missions spatiales évoluant dans un environnement hostile ou l'énergie solaire fait défaut sur de longues périodes (nuit lunaire) ou est limitée (planètes externes, surface de Mars). Deux types de générateur sont utilisés.

#### Générateur thermoélectrique à radioisotope
Le générateur thermoélectrique à radioisotope produit de l'électricité à partir de la chaleur résultant de la désintégration radioactive de matériaux riches en un ou plusieurs radioisotopes, généralement du plutonium 238 sous forme de dioxyde de plutonium 238PuO2. La chaleur est convertie en électricité par effet Seebeck à travers des couples thermoélectriques. La NASA a eu recours à cette source d'énergie pour ses sondes spatiales lancées vers les planètes externes (Voyager, Pioneer,  Galileo, Cassini, New Horizons) car l'énergie solaire disponible est dans ces régions très faible. Les deux derniers astromobiles martiens, Curiosity et Perseverance y ont recours car les panneaux solaires à la surface de Mars sont rapidement recouverts par la poussière martienne qui fait chuter leur rendement. Ce type de générateur présente plusieurs inconvénients. Le combustible est coûteux à produire et la NASA est la seule à l'utiliser. Très toxique, il est nécessaire de le placer dans un conteneur blindé pour éviter sa dispersion sur Terre en cas d'échec du lancement de l'engin spatial qui l'emporte. L'évacuation de l'intense chaleur produite par le combustible doit être prise en compte dès son installation car il n'y pas moyen d'arrêter le processus de désintégration. De même dans l'espace, la chaleur produite doit être en permanence évacuée car il n'y pas moyen de la moduler. L'avantage de ce type de générateur est que les radiations émises sont réduites et ont peu d'effet sur les équipements et le personnel. 

#### Réacteur nucléaire
Le réacteur nucléaire utilise la fission de matériaux comme l'uranium 235. Depuis le début des années 1960 la NASA a élaboré plusieurs projets de réacteurs nucléaires mais un seul prototype, le réacteur SNAP-10A (600 watts électriques), a été lancé dans l'espace en 1965 où il a fonctionné durant 43 jours. Les projets n'ont pas débouché sur des réacteurs opérationnels pour plusieurs raisons : complexité technique, coûts de développement élevé, exigences particulièrement importantes en matière de performance. Le développement d'une nouvelle forme de combustible, de matériaux et de composants pour un système devant fonctionner sur de longues durées en produisant beaucoup d'énergie avec une masse réduite constitue une combinaison expliquant largement les échecs de ces projets. Ce type de générateur comporte néanmoins certains avantages. Le combustible utilisé est peu coûteux car il est produit en masse pour les centrales nucléaires civiles. Le réacteur ne produit pas de radioactivité tant qu'il n'est pas activé. Il peut être arrêté ou relancé à la demande une fois dans l'espace. Par contre, il demande de protéger les autres équipements avec un bouclier car il émet des rayonnements radioactifs une fois qu'il a été démarré.

### Projet Kilopower
Le projet est piloté par le centre de recherche Glenn de la NASA en Ohio, en partenariat avec le centre de vol spatial Marshall en Alabama ; parmi les autres partenaires figurent la National Nuclear Security Administration, le laboratoire national de Los Alamos, le Y-12 National Security Complex et le site d'essais du Nevada, qui dépendent du département de l'Énergie. Le projet a débuté en 2015 et s'est achevé en 2018. 
Le projet Kilopower démarre officiellement en 2015 avec comme objectif de mettre au point un réacteur nucléaire (fission) pouvant produire au moins un kilowatt avec une puissance extensible jusqu'à dix kilowatts. Il faisait suite au démonstrateur DUFF (Demonstration Using Flattop Fission) développé en 2012 qui teste avec succès à une échelle réduite (24 watts électriques produits) les concepts qui vont être mis en œuvre dans le cadre du projet Kilopower : caloduc passant au centre du coeur nucléaire, utilisation d'un moteur Stirling pour convertir la chaleur en électricité. Le projet Kilopower, qui doit tester un réacteur beaucoup plus puissant et utilisant le sodium à la place de l'eau comme liquide caloporteur, a comme objectif de vérifier la stabilité de fonctionnement du réacteur dans des conditions nominales ou dégradées et d'optimiser les caractéristiques dimensionnelles et autres des composants du réacteur,.

## Réacteur expérimental KRUSTY

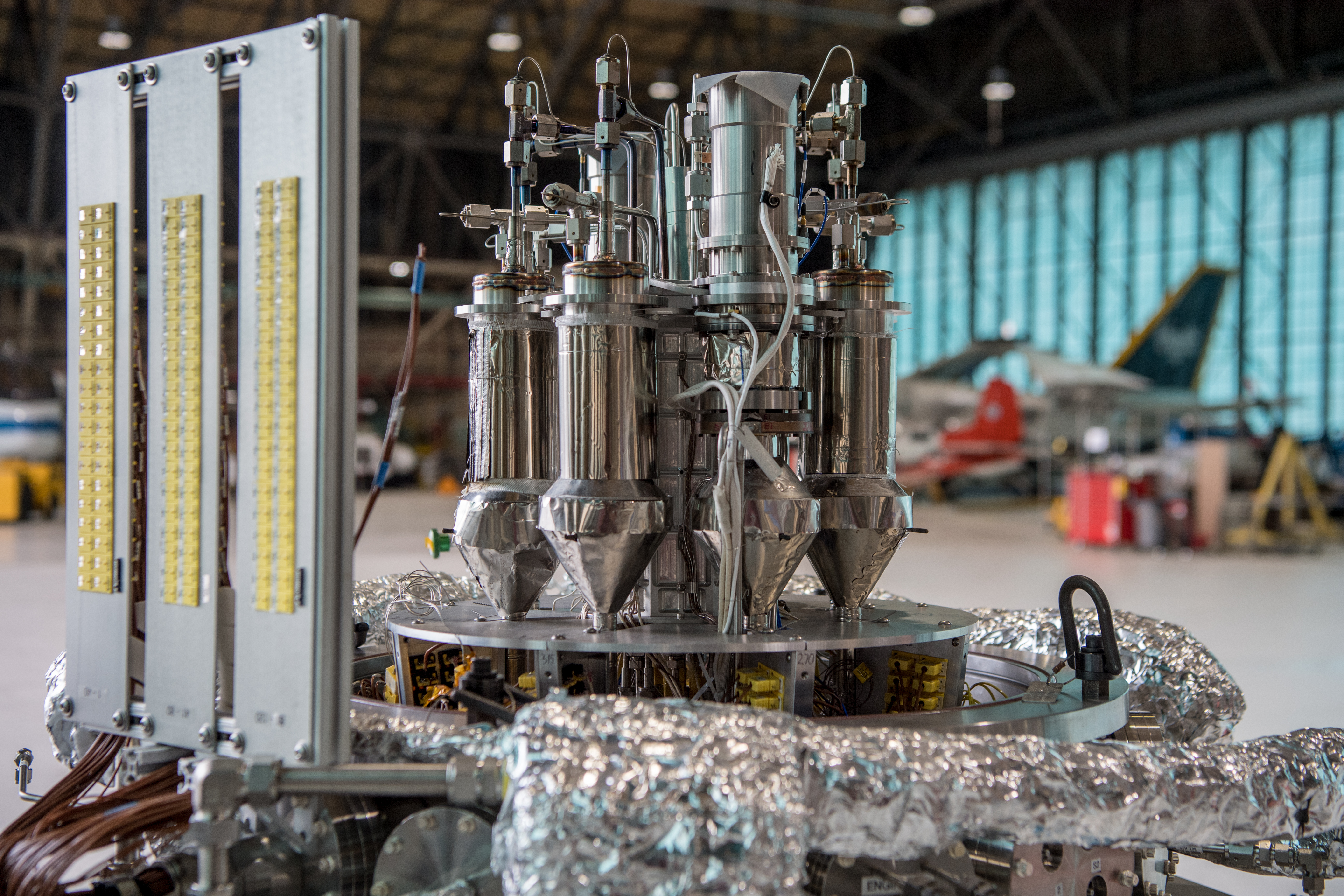
Prototype de réacteur KRUSTY : moteurs Stirling.

La traduction matérielle du projet Kilopower est le réacteur expérimental KRUSTY  (acronyme de kilopower reactor using Stirling technology, « réacteur kilowatt utilisant la technologie Stirling »). KRUSTY est un réacteur nucléaire utilisant la chaleur dégagée par la fission nucléaire pour produire de l'électricité via un moteur Stirling. Ce prototype développé par la NASA en 2017 a permis de tester la production de 1 kW de puissance électrique à partir d'uranium 238 selon une architecture pouvant être redimensionnée pour produire 10 kW,,. 

### Caractéristiques techniques
Le cœur du réacteur est constitué d'un cylindre d'uranium enrichi contenant 7 % de molybdène permettant une meilleure stabilité structurelle du cœur à haute température). Il comporte une cavité intérieure le long de son axe dans lequel circule le liquide transportant la chaleur. Le cylindre d'uranium est entouré d'une couche d'oxyde de béryllium agissant comme réflecteur de neutrons. Ce réflecteur est initialement en position abaissée pour ne pas amorcer les réactions de fission (voir schéma). Le coeur du réacteur est entouré de plusieurs couches agissant comme bouclier anti-radiation et constituées d'hydrure de lithium et d'uranium appauvri. La température de fission est en moyenne de 800 °C, au maximum 1 200 °C, permettant de fournir une puissance thermique de 4 kW. La chaleur est transférée par  des caloducs contenant du sodium sous forme liquide jusqu'à huit convertisseurs Stirling. Chaque convertisseur Stirling produit environ 125 W et est connecté à un panneau qui agit comme source froide par rayonnement vers l'environnement. Le contrôle de la réaction de fission se fait à l'aide d'une barre en carbure de bore insérée entièrement ou partiellement à l'intérieur du cylindre d'uranium.

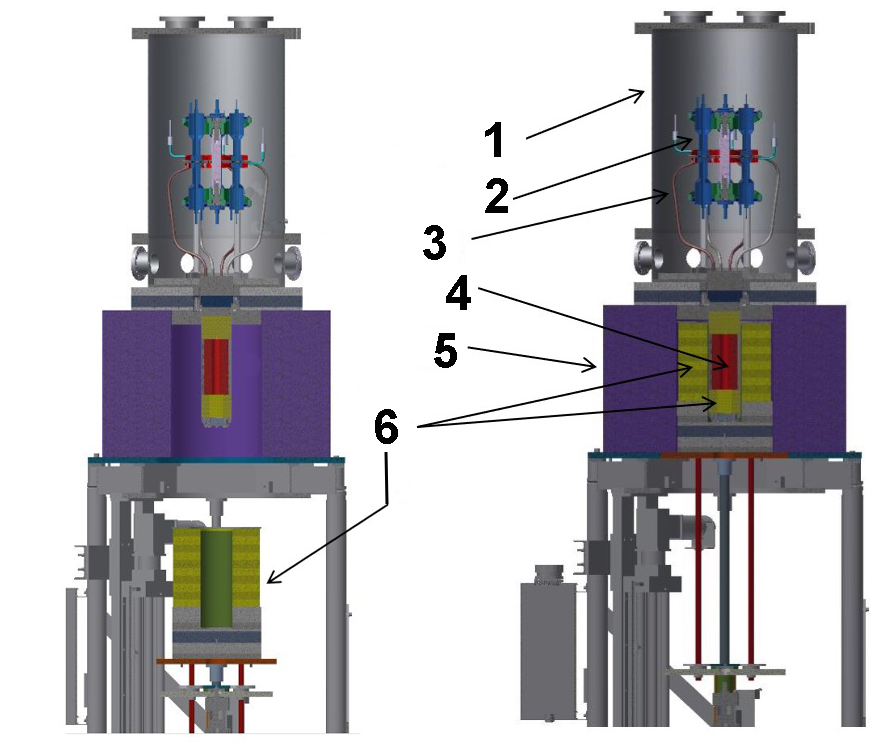
Schéma du réacteur nucléaire spatial expérimental KRUSTY développé dans le cadre du projet Kilopower : 1 Chambre à vide - 2 Moteurs Stirling - 3 Caloducs - 4 Combustible nucléaire constitué d'un alliage d'uranium et de molybdène - 5 Bouclier constitué d'hydrure de lithium et d'uranium appauvri - 6 Réflecteur à neutrons en oxyde de béryllium (à gauche en position abaissée = le réacteur n'est pas activé).

### Déroulement des tests
Le test de KRUSTY, qui a débuté en novembre et s'est achèvé en mai 2018, a été réalisé en quatre phases d'une durée unitaire de trois à cinq mois. Durant la première phase les composants critiques sont testés individuellement. Au cours de la deuxième phase, les caloducs et les moteurs Stirling sont ajoutés et la réactivité du réacteur est progressivement accrue jusqu'à ce le système devienne critique, mais sans produire de chaleur. Au cours de la troisième phase la réactivité du réacteur est accrue jusqu'à atteindre sa puissance nominale (quatre kilowatts thermiques) avec une température atteignant 400 °C. La dernière phase simule le fonctionnement au cours d'une mission spatiale : démarrage, montée en puissance, fonctionnement à une température de 800 °C, phénomènes transitoires et arrêt, simulation d'une panne de caloduc/moteur Stirling sans modification du fonctionnement du réacteur, défaillance complète du système de refroidissement durant 24 heures. L'expérimentation a été un succès : elle a permis de démontrer que le comportement du réacteur expérimental est conforme aux attentes que ce soit dans des conditions nominales ou dégradées,.
| Puissance du réacteur                                                      | 1 kW     | 3 kW   | 5 kW     | 7 kW     | 10 kW    |
| -------------------------------------------------------------------------- | -------- | ------ | -------- | -------- | -------- |
| Principales caractéristiques                                               |          |        |          |          |          |
| Énergie thermique produite                                                 | 4,3 kW   | 13 kW  | 21,7 kW  | 30,3 kW  | 43,3 kW  |
| Surface du radiateur                                                       | 3,2 m²   | 9,6 m² | 13,5 m²  | 17,1 m²  | 20 m²    |
| Diamètre (replié)                                                          | 1,1 m.   | 1,2 m. | 1,3 m.   | 1,4 m.   | 1,5 m.   |
| Hauteur (replié) avec un radiateur fixe                                    | 3 m.     | 4,9 m. | 5,9 m.   | 6,7 m.   | 7,3 m.   |
| Hauteur (replié) avec un radiateur déployable                              | N/A      | 2,2 m. | 2,7 m.   | 3 m.     | 3,3 m.   |
| Masse                                                                      |          |        |          |          |          |
| Réacteur (dont réflecteur et caloduc)                                      | 136 kg   | 175 kg | 198 kg   | 215 kg   | 235 kg   |
| Bouclier anti-radiation                                                    | 148 kg   | 272 kg | 364 kg   | 443 kg   | 547 kg   |
| Production énergie électrique (moteurs Stirling, radiateur, structure,...) | 122 kg   | 304 kg | 449 kg   | 589 kg   | 763 kg   |
| Masse totale                                                               | 406 kg   | 751 kg | 1011 kg  | 1246 kg  | 1544 kg  |
| Puissance spécifique                                                       | 2,5 W/kg | 4 W/kg | 4,9 W/kg | 5,6 W/kg | 6,5 W/kg |

## Développement d'un réacteur opérationnel pour les besoins du programmeArtemis(2022-2023)

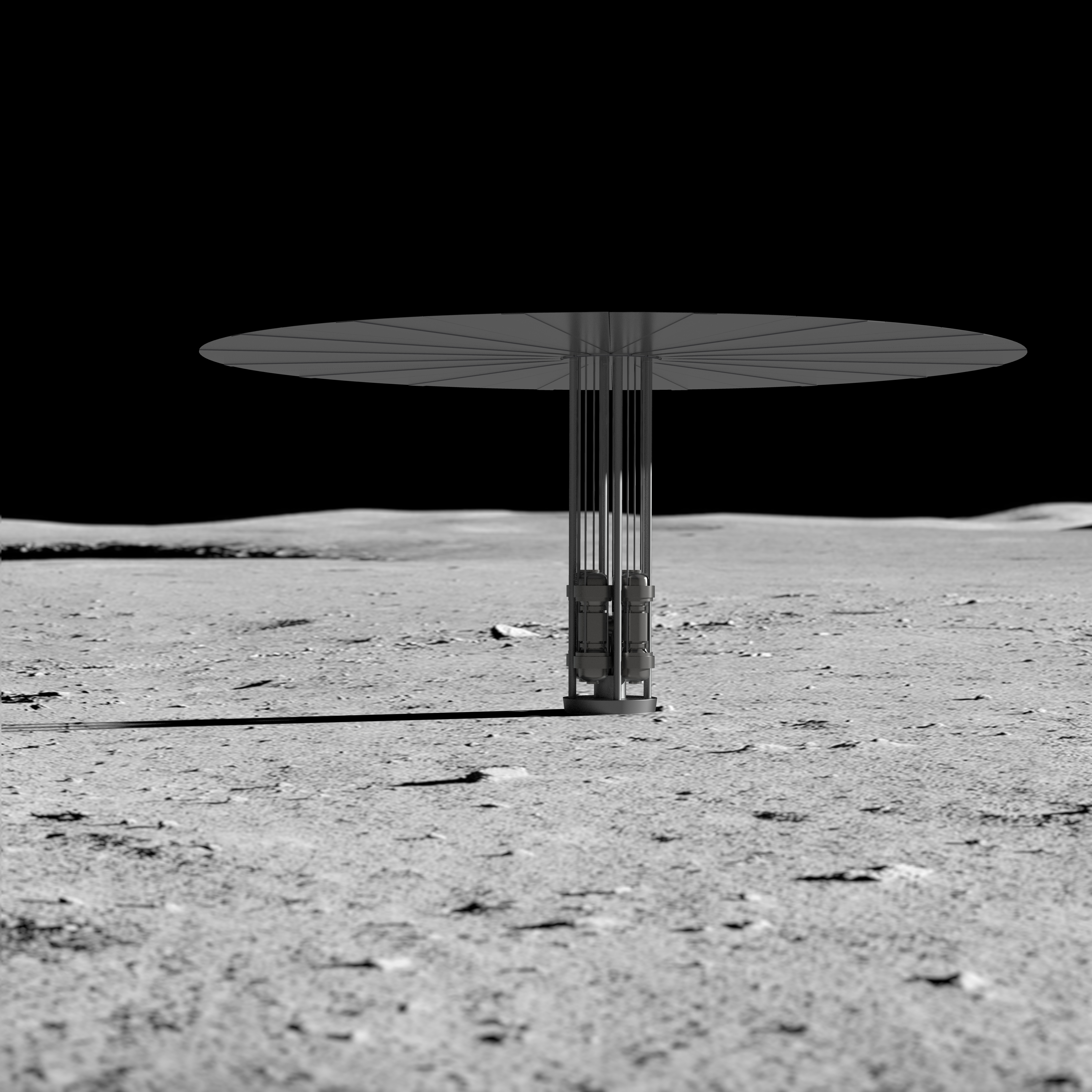
Une centrale à fission de type Kilopower à la surface de la Lune (vue d'artiste).

La NASA prévoit dans le cadre de son programme Artemis de créer une base lunaire occupée chaque année par des astronautes sur des périodes allant de un à deux mois à compter de 2026. Pour s'affranchir des longues nuits lunaires (jusqu'à 14 jours terrestres) qui ne permettent plus de fournir de l'énergie à partir des panneaux solaires, la NASA compte installer à la surface de la Lune des réacteurs nucléaires inspirés du projet Kilopower et pouvant produire 40 kilowatts. Pour développer un système opérationnel disponible à fin de la décennie 2020, la NASA et le département de l'Énergie des États-Unis ont sélectionné en juin 2022  trois sociétés. Chacune a reçu 5 millions US$ pour détailler en 12 mois son projet de centrale nucléaire. Ces sociétés sont l'établissement de Lockheed Martin situé à Bethesda (Maryland), la coentreprise IX réunissant Intuitive Machine et X-Energy implantée à Houston (Texas), l'établissement de Westinghouse situé à Cranberry Township (Pennsylvanie).

### Applications potentielles pour les missions vers les planètes externes

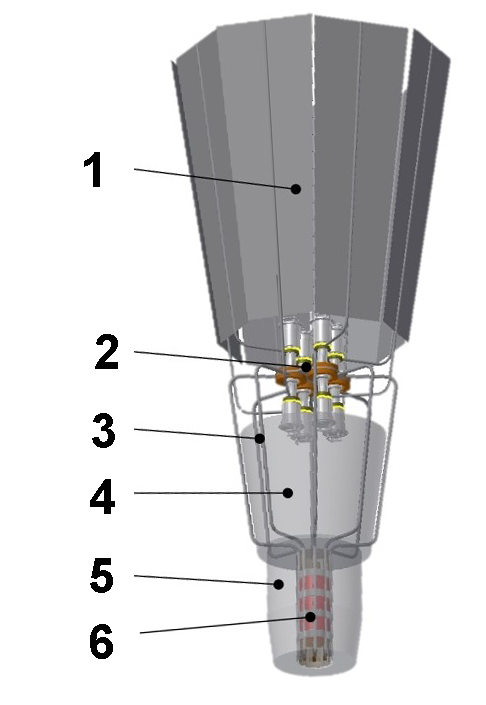
Schéma d'un réacteur nucléaire de type Kilopower dans une configuration applicable à une sonde spatiale : 1 Radiateur avec caloduc en titane dans lequel circule de l'eau - 2 Moteur Stirling transformant la chaleur en électricité - 3 Caloduc en acier de type Haynes 230 dans lequel circule du sodium - 4 Bouclier constitué d'hydrure de lithium et de tungstène - 5 Réflecteur à neutrons en oxyde de béryllium - 6 Combustible nucléaire constitué d'un alliage d'uranium et de molybdène.

Les missions d'exploration du Système solaire à destination des planètes externes nécessitant de disposer de beaucoup d'énergie (notamment pour alimenter des moteurs électriques) ont depuis toujours été écartées par les scientifiques et la NASA faute de disposer de système pouvant produire celle-ci en abondance. Le programme Kilopower en contribuant à qualifier une source d'énergie puissante pourrait débloquer cette situation. Parmi les missions envisagées figurent :
- Titan Saturn System Mission, une sonde spatiale devant explorer Titan, lune de Saturne, et comprenant un orbiteur ainsi qu'un atterrisseur devant se poser à la surface de Titan et un ballon atmosphérique devant étudier son atmosphère ;
- Chiron Orbiter, une sonde spatiale de quatre tonnes propulsée par trois moteurs ioniques de 7 000 watts et se plaçant en orbite autour du centaure Chiron ;
- Kuiper Belt Object Orbiter, une sonde spatiale de 3,7 tonnes propulsée par des moteurs ioniques (7 000 watts) et se plaçant en orbite autour d'un objet de la ceinture de Kuiper après un transit de 16 ans.